# Mösseberg

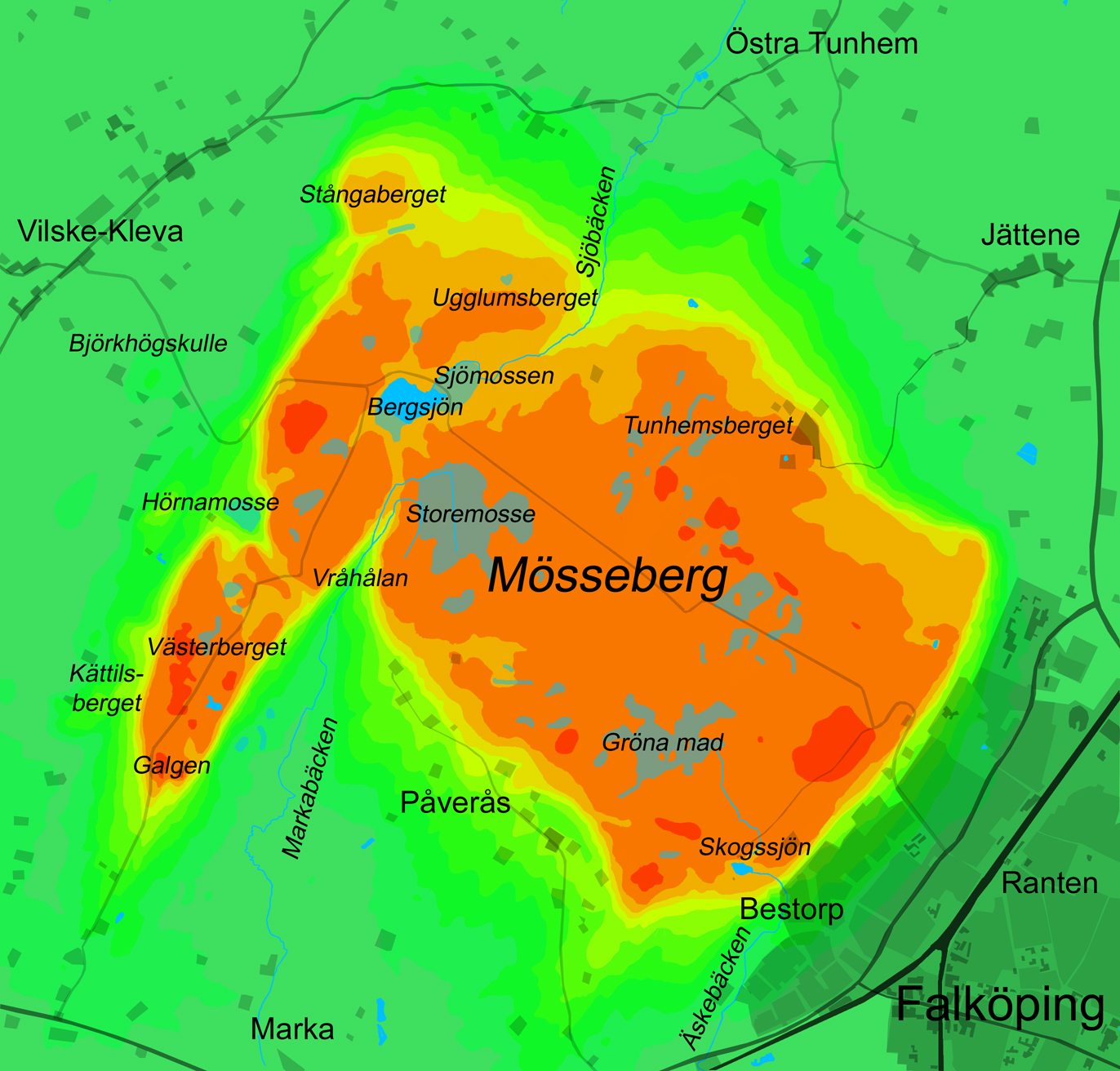
Karta över Mösseberg.

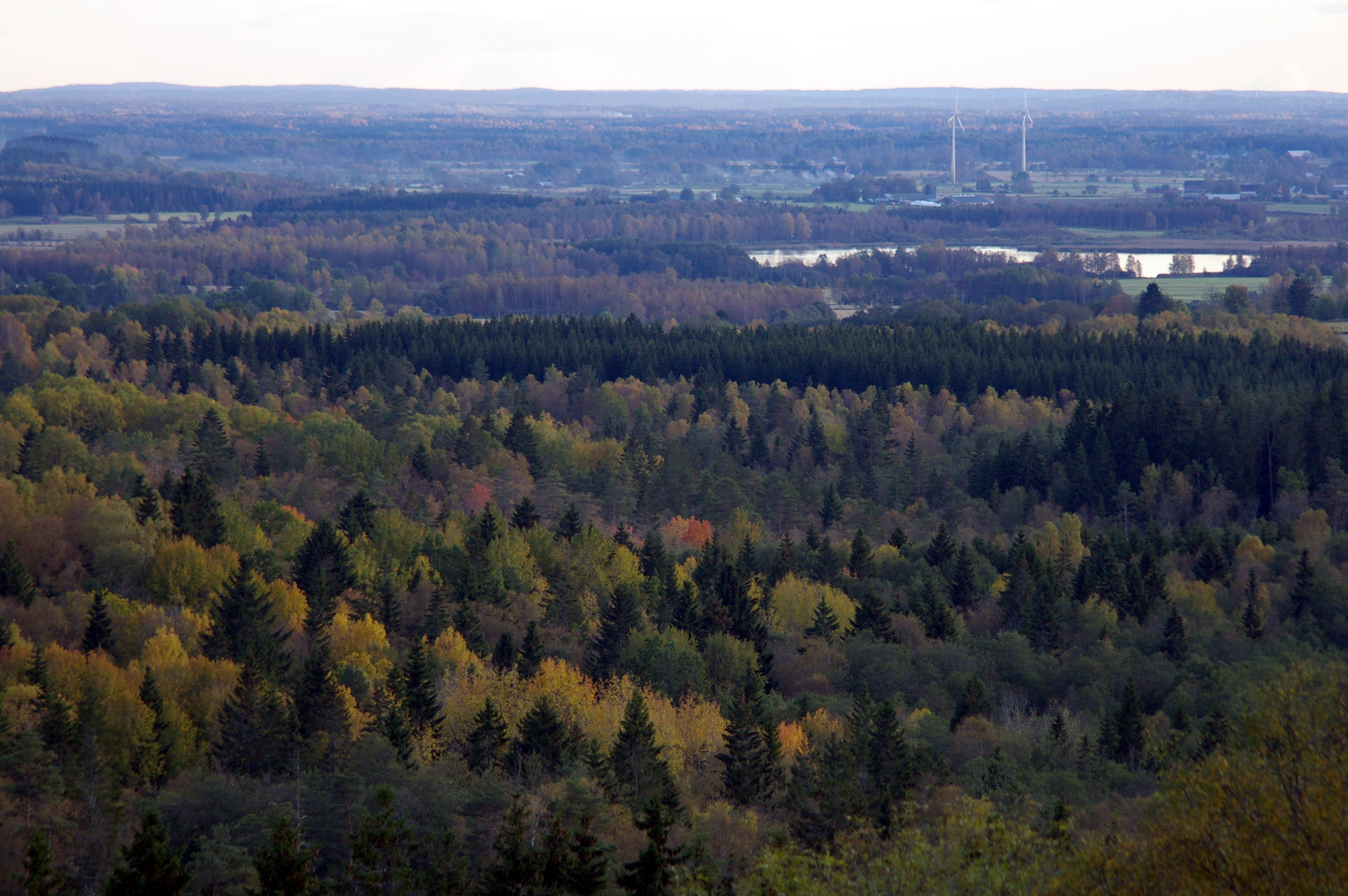
Vråhålan och Sjötorpasjön.

Mösseberg är ett platåberg nordväst om Falköping i Vilske och Gudhems härader i Västergötland. Berget når en höjd av 327 meter över havet och höjer sig drygt 100 meter över den omkringliggande slätten.
Berget består av sedimentära bergarter som avlagrades under en tidsperod från kambrium till silur, som under perm täcktes av ett intruderande täcke av diabas. Diabasen har sedan skyddat de underliggande lagren mot erosion och således givit berget dess nuvarande "bordsliknande" utseende.

## Bergets delar
Den västra delen av Mösseberg kallas Västerberget eller Galgaberget. Det senare namnet beror på att det förr fanns en avrättningsplats på sydspetsen av Västerberget. Carl von Linné omnämner galgen i sin Västgötaresa. Mellan Västerberget och resten av Mösseberg går dalgången Vråhålan eller Vråhulan in från söder. 
Den nordligaste delen av Mösseberg kallas Stångaberget och där ligger Mössebergs fornborg med en diameter på 400 m. De nordöstra delarna av Mösseberg kallas Ugglumsberget och Tunhemsberget. Mitt på Mösseberg finns Bergsjön, vilken omges av vidsträckta mossmarker.

## Naturreservat
Bestorp är ett 31 hektar stort naturreservat på Mössebergs sydöstra del. Reservatet befinner sig som högst ca 320 meter över havet, och består av lövskogar och örtrika ängar. 
Gröna mad eller Gröne mad är ett 84 hektar stort naturreservat på Mössebergs sydöstra platå. Området består av orörda medelrikkärr och marker med kalkrikt moräntäcke. Gröna mad avvattnas av Äskebäcken, som ingår i Lidans avrinningsområde.
Healedet är ett naturreservat beläget på Mössebergs nordvästra sluttning, 500 m sydost om Vilske-Kleva kyrka. Reservatet karaktäriseras av kalkgräsäng och kalkfuktäng. Under äldre tider användes området som slåttermark. I Healedets flora återfinns solvända, axveronika, småbladig lungört, brudsporre och strandmaskros.
Jättenekärret är ett 11,3 hektar stort naturreservat på Mössebergs nordöstra sluttning. Reservatet befinner sig 265-295 meter över havet, och består av öppna fuktängar och sumpskog. Fuktängarna är av översilningstyp, med en mycket rik flora av flugblomster, kärrkniprot och sumpnycklar. Lundfloran i den försumpade skogen består av lungört, sårläka, vårärt och nattvioler.
Kleva klintar eller Kleva klinter är ett 7,2 hektar naturreservat beläget på Mössebergs nordvästra sluttning, 250 m nordväst om Vilske-Kleva kyrka. Reservatet befinner sig på 200 metersnivån, där kalkstenen bildar en terrassyta,  med en längd på 800 m och en största bredd på 130 m. Kleva klintar är till större delen betäckt med alvarvegitation och till mindre del av kärr och undervegitation. Kleva klintar var förr hårt betat och den kalkrika miljön har gynnat växter såsom skogsknipprot, murruta och svartbräken.
Mössebergs östsluttning är ett naturreservat på branter i öster ner mot Falköping och omfattar 48 hektar.
Vråhålan eller Vråhulan är ett 71 hektar stort naturreservat beläget på Mössebergs västra del. Reservatet består av diabasbranter med äldre löv- och barrskogar i rasbrantsmiljö. Markabäcken, som avvattnar Store mosse, forsar ned för dalgången och ger den dess kärrkaraktär. Vråhålan har ett rikt fågelliv med trastar, rödhake och hackspettar.

## Namnet
Namnet "Mösseberg" skrevs år 1325 Myrsubiærgh. Betydelsen är oklar. Förledet kan möjligen bestå av ett äldre Myr(i)sio(r) = "sjön i myrmark", som torde syfta på nuvarande Bergsjön med sina omgivande mossmarker uppe på berget.
En annan tänkbar förklaring kan kanske också vara "Môseberg" där "môse" är ett dialektalt uttal av ordet "mosse". Namnet skulle i så fall ses som "moss-berget", vilket stämmer rätt bra med verkligheten.